# Liste der Naturdenkmäler in Salzkotten
Die Liste der Naturdenkmäler in Salzkotten führt die Naturdenkmäler der Stadt Salzkotten auf.
| Nr.     | Bezeichnung                                 | Lage                           | Bild |
| ------- | ------------------------------------------- | ------------------------------ | ---- |
| SK 01 I | Eiche am Thing                              | Niederntudorf                  |      |
| SK 02 I | Eiche auf dem Hof Altmarweg                 | Niederntudorf                  |      |
| 240     | 1 Esche                                     | Niederntudorf                  |      |
| 243     | 1 Linde                                     | Niederntudorf                  |      |
| 234     | 1 Feldahorn                                 | Niederntudorf                  |      |
| SK 04 I | Eiche an der Antoniusstraße                 | Niederntudorf                  |      |
| 244     | 2 Linden und Kreuz                          | Niederntudorf                  |      |
| SK 03 I | Findling Am Thing                           | Niederntudorf                  |      |
| 251     | Frühere Saut (altes Sandloch)               | Oberntudorf                    |      |
| 254     | Sternbusch (Kalksteinabriss)                | Oberntudorf                    |      |
| 252     | Alte Schichtquelle                          | Oberntudorf                    |      |
| 248     | 2 Rosskastanien                             | Oberntudorf                    |      |
| 253     | Lehmstich                                   | Oberntudorf                    |      |
| 249     | Teich „Stüssauteich“                        | Oberntudorf                    |      |
| 269     | 1 Linde                                     | Salzkotten                     |      |
| 271     | 1 Eiche „Erbsloheiche“                      | Salzkotten                     |      |
| SK 09 I | 2 Blutbuchen westlich der Friedhofskapelle  | Salzkotten                     |      |
| 274     | 2 Linden „Iseler Linden“                    | Salzkotten Wewelsburger Straße |      |
| 277     | 22 Akazien                                  | Salzkotten                     |      |
| SK 05 I | Eibe im Innenhof des Mutterhauses           | Salzkotten                     |      |
| SK 07 I | Pyramideneiche Am Wallgraben                | Salzkotten                     |      |
| SK 06 I | Blutbuche am Marienheim                     | Salzkotten                     |      |
| SK 08 I | Kütfelsen                                   | Salzkotten                     |      |
| SK 11 I | Kastanie am Alten Speicher                  | Scharmede                      |      |
| SK 10 I | Eiche an der Bahnhofstraße                  | Scharmede                      |      |
| 288     | 1 Eiche                                     | Schwelle                       |      |
| 285     | 1 Linde                                     | Schwelle                       |      |
| 293     | 3 Linden „Katharinenlinden“                 | Thüle                          |      |
| SK 12 I | Eiche an der Westernstraße                  | Thüle                          |      |
| 297     | 1 Linde „Kleine Linde“                      | Thüle                          |      |
| SK 13 I | Quellbereiche der Heder                     | Upsprunge                      |      |
| 301     | 2 Eichen                                    | Verlar                         |      |
| 302     | 1 Kastanie                                  | Verlar                         |      |
| SK 15 I | Eiche an der von-Asseburg-Straße            | Verne Karte                    |      |
| SK 16 I | Linde an der Kapelle                        | Verne                          |      |
| 314     | 2 Linden                                    | Verne Karte                    |      |
| 305     | 1 Linde                                     | Verne Karte                    |      |
| 306     | Baumgruppe                                  | Verne                          |      |
| SK 14 I | Linde an der Kirche                         | Verne Karte                    |      |
| SK 17 I | Linde Zum Brünneken                         | Verne                          |      |
| SK 18 I | Linde und Kastanie an der Wallfahrtskapelle | Verne                          |      |
| 304     | Moorgebiet „Glockenphüle“                   | Verne                          |      |
| 310     | 1 Linde                                     | Verne                          |      |
| 312     | 1 Linde                                     | Verne                          |      |